# Nosálov
Nosálov település Csehországban, a Mělníki járásban. Nosálov Doksy, Bělá pod Bezdězem, Mšeno, Katusice, Blatce, Březovice és Lobeč településekkel határos. Lakosainak száma 183 fő (2024. január 1.).

## Népesség
A település lakosságának változását az alábbi diagram mutatja:
| Lakosok száma | 767  | 539  | 526  | 268  | 224  | 168  | 184  | 188  | 197  | 183  |
|               | 1869 | 1900 | 1921 | 1961 | 1980 | 2011 | 2016 | 2019 | 2021 | 2024 |